# Halstjärnen (Töcksmarks socken, Värmland)
Halstjärnen är en sjö i Årjängs kommun i Värmland och ingår i Göta älvs huvudavrinningsområde.